# Тајра Бенкс (порнографска глумица)
Тајра Бенкс (енгл. Tyra Banxxx; Лос Анђелес, 25. јануар 1985) америчка је порно глумица.
У порно филму је дебитовала 2004. године са 19 година. Наступила је у преко 40 порно филмова.